# Motowig
Motowig is een historisch merk van motorfietsen.
De bedrijfsnaam was: Moto Wilhelm, Sonthofen. 
Motowig was een zijspanmerk van BMW-handelaar Erich Wilhelm, die in 1990 een zijspancombinatie presenteerde die - vanwege de vaste constructie van het zijspan aan de motor - voor de TüV als auto gold. 
Daardoor moest het zijspan voorzien worden van een koplamp ter hoogte van de normale motorlamp, waardoor het model zeer lelijk werd. Ook de uitlaatdemper kwam van een auto, omdat de machine aan de geluidseisen van een auto (80 dBA) moest voldoen. Als voorvork gebruikte Wilhelm een BMW Paralever achtervork zonder de cardanas. 